# XSL Formatting Objects
XSL Formatting Objects of kortweg XSL-FO (of XSLFO, of XSLF), is een opmaaktaal en maakt deel uit van de XSL-specificaties. XSL-FO neemt de formattering van XML-documenten voor zijn rekening.
XSL-FO is zo ontworpen, dat het in ieder geval alle functionaliteit ondersteunt die door de CSS-technologie wordt geboden. Verder voldoen XSL-FO-documenten zelf ook volledig aan de XML-standaard.

## Voorbeeld
Het aanbevolen prefix bij XSL-FO documenten is fo:, een eenvoudig voorbeeld van een dergelijk document is:
```
<?xml version="1.0" encoding="iso-8859-1"?>
<fo:root xmlns:fo="
http://www.w3.org/1999/XSL/Format
">
  <fo:layout-master-set>
    <fo:simple-page-master master-name="my-page">
      <fo:region-body margin="1in"/>
    </fo:simple-page-master>
  </fo:layout-master-set>
  <fo:page-sequence master-reference="my-page">
    <fo:flow flow-name="xsl-region-body">
      <fo:block border-top-color="black"
                 border-top-style="solid"
                 border-top-width="thick"
                 text-align="center">
        Het musje fluit zeer uitgebreid
        maar meestal tjilpen musjes.
      </fo:block>
    </fo:flow>
  </fo:page-sequence>
</fo:root>
```